# Borbeno oklopno vozilo
Borbeno oklopno vozilo (eng. armored fighting vehicle (AFV))  je lako oklopljeno vozilo za transport vojnika po i na bojištu. BOV je također naoružano vojno vozilo koje je presvučeno oklopom, te većina ovih vozila su opremljena za vožnju po raznim terenima.

## Vrste
Borbena oklopna vozila su svrstana u skladu sa svojim mogućnostima i namijenjenim svrhama. Oklopna borbena vozila se obično klasificiraju po:
- namjeni na bojišnici
- svojstvima (tehnologija, oklop, vrsta pogona,..)

Razredba nije savršena, a jedno vozilo često služi za više svrha. Primjerice, oklopni transporteri su uglavnom bili zamijenjeni borbenim vozilima pješaštva u jako sličnoj ulozi, ali to posljednje vozilo ima neke mogućnosti koje prethodno nema.
- Tenk
- Oklopni transporter
- Borbeno vozilo pješaštva
  - Borbeno oklopno vozilo na kotačima
- Samohodno topništvo
- Lovac tenkova
- Tanketa

## Poveznice
- Borbeno oklopno vozilo na kotačima

## Vanjske poveznice
- Oklopna vozila Hrvatska tehnička enciklopedija, portal hrvatske tehničke baštine. LZMK